# 全国中学校駅伝大会
全国中学校駅伝大会（ぜんこくちゅうがっこうえきでんたいかい）は、毎年12月中旬に行われる中学生による駅伝の全国大会である。全国中学校体育大会の一種目と位置づけられている。

## 概要
1993年から開催されており、開催地は数年ごとに変更されている。第14回大会(2006年)～第23回大会(2015年)は山口県山口市の山口県セミナーパークで、第24回大会(2016年)～第29回大会(2021年)は滋賀県野洲市、湖南市および蒲生郡竜王町にまたがる滋賀県希望が丘文化公園での開催となっている。成長期にある中学生の足への負担を考慮し、本戦では芝のクロスカントリーコースが使われる。ただし、都道府県予選は多くで公道または園路（公園内ロード）が使用され、コースの全部・一部が芝生コースを使用するのは、2015年時点で、北海道・新潟・滋賀・島根・山口の5道県にとどまる。
都道府県予選は10月中旬から11月中旬にかけて行なわれ、そこで優勝した学校と開催地枠で出場する1校の計48チームが本戦に出場できる。なお、これまでに記念大会などによる増枠は行なわれていない。
当日は初めに女子のレース、次に男子のレースが行なわれ、それらが終了した後に各チームの補欠選手と地元の本戦不参加選手を対象にしたオープンレースが本戦と同一コースで行なわれる（男子3.0 km・女子2.0 km）。
高校生以上の駅伝とは違い周回コースを使用するため、区間が違っても同じ距離ならばほぼ同一のコースを走ることになる。
中学校は義務教育であるため有力選手をスカウトして集めることはほぼ不可能であり、そのためにチーム編成のやりくりが付かず、陸上競技部以外の運動系クラブの選手を本戦や予選に起用するケースが多々ある。陸上競技部の選手を一人も起用しない場合も稀にあり、第19回大会に出場した新居浜市立東中学校女子チームは全員がバスケットボール部の選手ながら優勝した。
本大会に出場したメンバーから京都での皇后盃全国都道府県対抗女子駅伝競走大会と広島での天皇盃全国都道府県対抗男子駅伝競走大会に出走するランナーも少なくない。

## 主催
- 日本陸上競技連盟
- 日本中学校体育連盟（中体連）
- 開催地教育委員会

## 区間
- 男子　6区間18.0 km（全区間3.0 km）
- 女子　5区間12.0 km（3.0 km・2.0 km・2.0 km・2.0 km・3.0 km）

## 歴代優勝校
| 回 | 開催日         | 開催地                              | 男子優勝               | 男子優勝               | タイム                 | 女子優勝               | 女子優勝               | タイム                 |
| -- | -------------- | ----------------------------------- | ---------------------- | ---------------------- | ---------------------- | ---------------------- | ---------------------- | ---------------------- |
| 01 | 1993年12月27日 | 熊本県                              | 陵南                   | 兵庫                   | 56分57秒               | 浅江                   | 山口                   | 40分55秒               |
| 02 | 1994年12月26日 | 熊本県                              | 陵南                   | 兵庫                   | 57分03秒               | 一宮南                 | 兵庫                   | 40分36秒               |
| 03 | 1995年12月17日 | 熊本県                              | 曽根                   | 福岡                   | 55分59秒               | 菅生                   | 福岡                   | 40分38秒               |
| 04 | 1996年12月26日 | 熊本県                              | 曽根                   | 福岡                   | 56分02秒               | 早良                   | 福岡                   | 40分49秒               |
| 05 | 1997年12月23日 | 滋賀県野洲市 滋賀県希望が丘文化公園 | 友泉                   | 福岡                   | 58分21秒               | 御殿場                 | 静岡                   | 41分34秒               |
| 06 | 1998年12月23日 | 滋賀県野洲市 滋賀県希望が丘文化公園 | 中之条                 | 群馬                   | 57分18秒               | 御殿場                 | 静岡                   | 41分02秒               |
| 07 | 1999年12月23日 | 滋賀県野洲市 滋賀県希望が丘文化公園 | 小見川                 | 千葉                   | 56分29秒               | 御殿場                 | 静岡                   | 40分35秒               |
| 08 | 2000年12月23日 | 山口県山口市 山口県セミナーパーク   | 中之条                 | 群馬                   | 57分16秒               | 誠之                   | 広島                   | 40分29秒               |
| 09 | 2001年12月24日 | 山口県山口市 山口県セミナーパーク   | 香芝                   | 奈良                   | 56分40秒               | 平生                   | 山口                   | 40分40秒               |
| 10 | 2002年12月23日 | 山口県山口市 山口県セミナーパーク   | 元岡                   | 福岡                   | 56分47秒               | 中之条                 | 群馬                   | 41分11秒               |
| 11 | 2003年12月21日 | 千葉県千葉市 緑区千葉市昭和の森公園 | 住吉                   | 埼玉                   | 56分21秒               | 中之条                 | 群馬                   | 40分44秒               |
| 12 | 2004年12月19日 | 千葉県千葉市 緑区千葉市昭和の森公園 | 日の里                 | 福岡                   | 55分46秒               | 松橋                   | 熊本                   | 39分57秒               |
| 13 | 2005年12月18日 | 千葉県千葉市 緑区千葉市昭和の森公園 | 逆井                   | 千葉                   | 57分53秒               | 武蔵ヶ丘               | 熊本                   | 41分46秒               |
| 14 | 2006年12月16日 | 山口県山口市 山口県セミナーパーク   | 八本松                 | 広島                   | 57分04秒               | 伴                     | 広島                   | 40分58秒               |
| 15 | 2007年12月15日 | 山口県山口市 山口県セミナーパーク   | 八田                   | 山梨                   | 56分35秒               | 富士岡                 | 静岡                   | 40分40秒               |
| 16 | 2008年12月21日 | 山口県山口市 山口県セミナーパーク   | 河東                   | 福岡                   | 56分37秒               | 大和                   | 山口                   | 40分32秒               |
| 17 | 2009年12月19日 | 山口県山口市 山口県セミナーパーク   | 吉岡                   | 群馬                   | 57分25秒               | 稲美北                 | 兵庫                   | 40分50秒               |
| 18 | 2010年12月19日 | 山口県山口市 山口県セミナーパーク   | 田奈                   | 神奈川                 | 56分45秒               | 富士岡                 | 静岡                   | 40分30秒               |
| 19 | 2011年12月18日 | 山口県山口市 山口県セミナーパーク   | 櫛形                   | 山梨                   | 56分59秒               | 新居浜東               | 愛媛                   | 40分22秒               |
| 20 | 2012年12月16日 | 山口県山口市 山口県セミナーパーク   | 山手                   | 兵庫                   | 56分51秒               | 富士見                 | 群馬                   | 40分20秒               |
| 21 | 2013年12月15日 | 山口県山口市 山口県セミナーパーク   | 山手                   | 兵庫                   | 56分55秒               | 富士見                 | 群馬                   | 40分10秒               |
| 22 | 2014年12月14日 | 山口県山口市 山口県セミナーパーク   | 三島                   | 栃木                   | 57分15秒               | 桂                     | 京都                   | 41分05秒               |
| 23 | 2015年12月13日 | 山口県山口市 山口県セミナーパーク   | 富士見                 | 群馬                   | 56分37秒               | 桂                     | 京都                   | 40分08秒               |
| 24 | 2016年12月18日 | 滋賀県野洲市 滋賀県希望が丘文化公園 | 平野                   | 兵庫                   | 57分31秒               | 桂                     | 京都                   | 41分01秒               |
| 25 | 2017年12月17日 | 滋賀県野洲市 滋賀県希望が丘文化公園 | 白山                   | 千葉                   | 57分03秒               | 桂                     | 京都                   | 41分21秒               |
| 26 | 2018年12月16日 | 滋賀県野洲市 滋賀県希望が丘文化公園 | 桂                     | 京都                   | 56分33秒               | 桂                     | 京都                   | 41分34秒               |
| 27 | 2019年12月15日 | 滋賀県野洲市 滋賀県希望が丘文化公園 | 市貝                   | 栃木                   | 57分23秒               | 六ツ美北               | 愛知                   | 41分43秒               |
| 28 | 2020年12月20日 | 滋賀県野洲市 滋賀県希望が丘文化公園 | 新型コロナ大流行で中止 | 新型コロナ大流行で中止 | 新型コロナ大流行で中止 | 新型コロナ大流行で中止 | 新型コロナ大流行で中止 | 新型コロナ大流行で中止 |
| 29 | 2021年12月19日 | 滋賀県野洲市 滋賀県希望が丘文化公園 | 桂                     | 京都                   | 57分37秒               | 稲美                   | 兵庫                   | 43分36秒               |
| 30 | 2022年12月18日 | 滋賀県野洲市 滋賀県希望が丘文化公園 | 酒井根                 | 千葉                   | 58分37秒               | 稲美                   | 兵庫                   | 43分27秒               |
| 31 | 2023年12月17日 | 滋賀県野洲市 滋賀県希望が丘文化公園 | 京山                   | 岡山                   | 58分03秒               | 京山                   | 岡山                   | 42分16秒               |
| 32 | 2024年12月15日 | 滋賀県野洲市 滋賀県希望が丘文化公園 | 藤                     | 埼玉                   | 57分17秒               | 京山                   | 岡山                   | 41分18秒               |

## 区間最高タイム
| 区間 | 距離   | タイム  | 選手     | 所属校（当時）         | 回     | 年度   |
| ---- | ------ | ------- | -------- | ---------------------- | ------ | ------ |
| 1区  | 3.0 km | 8分59秒 | 坂本大志 | 阿久根市立阿久根中学校 | 第18回 | 2010年 |
| 1区  | 3.0 km | 8分59秒 | 中村 駆  | 萩市立萩東中学校       | 第20回 | 2012年 |
| 1区  | 3.0 km | 8分59秒 | 服部凱杏 | 名古屋市立千種中学校   | 第24回 | 2016年 |
| 2区  | 3.0 km | 9分02秒 | 池田 親  | 加古川市立山手中学校   | 第20回 | 2012年 |
| 3区  | 3.0 km | 8分59秒 | 大谷 陽  | 那須塩原市立三島中学校 | 第22回 | 2014年 |
| 4区  | 3.0 km | 8分58秒 | 高森建吾 | 我孫子市立我孫子中学校 | 第18回 | 2010年 |
| 5区  | 3.0 km | 9分21秒 | 田村雅也 | 加古川市立中部中学校   | 第9回  | 2001年 |
| 5区  | 3.0 km | 9分21秒 | 柳 拓麻  | 加古川市立山手中学校   | 第20回 | 2012年 |
| 6区  | 3.0 km | 9分04秒 | 伊藤大喜 | 越谷市立栄進中学校     | 第20回 | 2012年 |
| 6区  | 3.0 km | 9分04秒 | 鈴木創士 | 浜松日体中学校         | 第23回 | 2015年 |

| 区間 | 距離   | タイム  | 選手       | 所属校（当時）         | 回     | 年度   |
| ---- | ------ | ------- | ---------- | ---------------------- | ------ | ------ |
| 1区  | 3.0 km | 9分47秒 | 中川文華   | 朝霞市立朝霞第三中学校 | 第19回 | 2011年 |
| 1区  | 3.0 km | 9分47秒 | 西原愛華   | 新居浜市立西中学校     | 第23回 | 2015年 |
| 2区  | 2.0 km | 6分23秒 | 金子美聡   | 前橋市立富士見中学校   | 第21回 | 2013年 |
| 3区  | 2.0 km | 6分31秒 | 山田 凛    | 那須塩原市立三島中学校 | 第18回 | 2010年 |
| 4区  | 2.0 km | 6分34秒 | 田邊比奈乃 | 前橋市立富士見中学校   | 第20回 | 2012年 |
| 5区  | 3.0 km | 9分38秒 | 久馬 悠    | 綾部市立綾部中学校     | 第16回 | 2008年 |

## テレビ・ラジオ放送
第5回から第7回まで（滋賀）は毎日放送（MBS）制作・TBS系列全国ネットで、第8回から第13回まで（山口・千葉）はNHK教育テレビジョンで、第14回から第23回まで（山口）は山口朝日放送制作・テレビ朝日系列全国ネットでいずれも録画中継で放送されていた。後述の通り第15回は一部の地域では、NHKラジオ第1放送でも中継された。第24回以降（滋賀）からはテレビ、ラジオ中継を行わなかったが、10年連続山口開催の最終回にあたる第23回と第26回から第29回まではYouTubeライブ配信でレースの模様を中継した。

### 第14回大会以降について
山口10年連続開催時代
第14回大会（2006年）から23回大会（2015年）までについては、テレビ朝日系列局や同系列の衛星放送であるBS朝日などで放送されていたが、同時ネットではなく放送時期・時間帯はまちまちとなっていた（年明け以降に放送する地域や早朝・深夜に放送する地域もあり）。しかも男女のレースで合計約2時間だった大会映像を55分のダイジェスト形式に編集しており、全編は見ることができなくなっていた。また、第14回大会では三大都市圏をはじめとする関西以東の多くの地域でネットされなかったが、以後の大会では放送地域が拡大しており、ほぼ全国各地で放送されていた。ハイビジョン制作（ただし、上空カメラは標準画質）。
なお、第15回大会についてはNHKラジオ第1放送により生中継された（山口・島根・鳥取向けのみ）。第23回大会については前述のテレビ放送に加えて、本大会初の試みとしてYouTubeライブ配信が実施された。
| 放送対象地域      | 放送局                                     | 系列（ニュース系列）                          | 放送回 | 放送回 | 放送回 | 放送回 | 放送回 | 放送日・放送時間 （17回大会の場合）               |
| 放送対象地域      | 放送局                                     | 系列（ニュース系列）                          | 14     | 15     | 16     | 17     | 18     | 放送日・放送時間 （17回大会の場合）               |
| ----------------- | ------------------------------------------ | --------------------------------------------- | ------ | ------ | ------ | ------ | ------ | ------------------------------------------------- |
| 山口県            | 山口朝日放送（yab） 番組制作局             | テレビ朝日系列                                | ○      | ○      | ○      | ○      | ○      | 12月26日 12:00 - 12:55                            |
| 北海道            | 北海道テレビ放送（HTB）                    | テレビ朝日系列                                | －     | ○      | ○      | ○      | ○      | 1月28日 27:06 - 28:01                             |
| 青森県            | 青森朝日放送（ABA）                        | テレビ朝日系列                                | ○      | ○      | －     | －     | －     |                                                   |
| 秋田県            | 秋田朝日放送（AAB）                        | テレビ朝日系列                                | －     | －     | －     | －     | ○      | 12月30日 4:55 - 5:50                              |
| 福島県            | 福島放送（KFB）                            | テレビ朝日系列                                | －     | －     | ○      | ○      | ○      | 1月2日 4:50 - 5:45                                |
| 群馬県            | 群馬テレビ（GTV）                          | 独立UHF局                                     | －     | ○      | ○      | ○      | ○      | 1月2日 11:00 - 11:55                              |
| 栃木県            | とちぎテレビ（GYT）                        | 独立UHF局                                     | －     | ○      | ○      | ○      | ○      | 1月2日 16:30 - 17:25                              |
| 千葉県            | 千葉テレビ放送（ctc）                      | 独立UHF局                                     | －     | ○      | －     | －     | －     |                                                   |
| 埼玉県            | テレビ埼玉（TVS）                          | 独立UHF局                                     | －     | ○      | ○      | ○      | ○      | 12月26日 19:00 - 19:55                            |
| 東京都            | 東京メトロポリタンテレビジョン（TOKYO MX） | 独立UHF局                                     | －     | －     | －     | －     | ○      | 1月16日 19:00 - 19:55                             |
| 新潟県            | 新潟テレビ21（UX）                         | テレビ朝日系列                                | ○      | ○      | ○      | ○      | ○      | 12月30日 4:45 - 5:40                              |
| 山梨県            | 山梨放送（YBS）                            | 日本テレビ系列                                | －     | ○      | －     | －     | －     |                                                   |
| 長野県            | 長野朝日放送（abn）                        | テレビ朝日系列                                | ○      | ○      | ○      | ○      | ○      | 12月31日 6:00 - 6:55                              |
| 石川県            | 北陸朝日放送（HAB）                        | テレビ朝日系列                                | －     | ○      | ○      | ○      | ○      | 1月9日 4:25 - 5:20                                |
| 中京広域圏        | 名古屋テレビ放送（NBN）                    | テレビ朝日系列                                | －     | ○      | ○      | ○      | ○      | 1月7日 4:50 - 5:50                                |
| 京都府            | 京都放送（KBS京都）                        | 独立UHF局                                     | －     | ○      | －     | －     | －     |                                                   |
| 兵庫県            | サンテレビジョン（SUN）                    | 独立UHF局                                     | －     | ○      | ○      | ○      | ○      | 1月30日 13:00 - 13:55                             |
| 鳥取県 島根県     | 山陰放送（BSS）                            | TBS系列                                       | －     | －     | －     | ○      | ○      | 1月22日 13:30 - 14:25                             |
| 広島県            | 広島ホームテレビ（HOME）                   | テレビ朝日系列                                | ○      | ○      | ○      | ○      | ○      | 1月10日 4:55 - 5:50                               |
| 香川県 岡山県     | 瀬戸内海放送（KSB）                        | テレビ朝日系列                                | －     | ○      | ○      | ○      | ○      | 12月31日 4:55 - 5:50                              |
| 愛媛県            | 愛媛朝日テレビ（eat）                      | テレビ朝日系列                                | －     | ○      | ○      | ○      | ○      | 1月2日 5:00 - 5:50                                |
| 福岡県            | 九州朝日放送（KBC）                        | テレビ朝日系列                                | ○      | ○      | ○      | ○      | ○      | 12月30日 10:00 - 10:55                            |
| 長崎県            | 長崎文化放送（NCC）                        | テレビ朝日系列                                | ○      | ○      | ○      | ○      | ○      | 12月31日 4:50 - 5:50                              |
| 熊本県            | 熊本朝日放送（KAB）                        | テレビ朝日系列                                | ○      | ○      | ○      | ○      | ○      | 12月29日 10:00 - 10:55                            |
| 大分県            | 大分朝日放送（OAB）                        | テレビ朝日系列                                | ○      | ○      | ○      | ○      | ○      | 12月28日 10:30 - 11:25                            |
| 宮崎県            | テレビ宮崎（UMK）                          | フジ/日テレ/テレビ朝日系列 （トリプルネット） | ○      | ○      | ○      | ○      | ○      | 1月7日 10:45 - 11:40                              |
| 鹿児島県          | 鹿児島放送（KKB）                          | テレビ朝日系列                                | ○      | ○      | ○      | ○      | ○      | 12月30日 14:00 - 14:55                            |
| 沖縄県            | 琉球朝日放送（QAB）                        | テレビ朝日系列                                | ○      | ○      | ○      | ○      | ○      | 12月28日 9:55 - 10:50                             |
| 衛星放送 （全国） | BS朝日                                     | BSデジタル放送                                | ○      | ○      | ○      | ○      | ○      | 12月31日 9:00 - 9:55 1月3日 6:00 - 6:55（再放送） |
| 衛星放送 （全国） | スカイ・エー （スカイ・A Sports+）         | スカパー! スカパー!e2 ケーブルテレビ等        | －     | ○      | －     | －     | －     |                                                   |

滋賀県開催時代＜第二期＞（2016年以降）
2016年（24回大会）からは開催地を滋賀県に移して開催されているが、2016年・17年はテレビ放送および2015年大会で初めて実施されたYouTubeライブ配信は実施されなかった。その後2018年（26回大会）から2021年（29回）までYouTube配信が行われていた。
2022年は第30回大会ということもあり、日本テレビ制作によるBS日テレでの本大会テレビ生中継が初めて行われ、さらにTVerでもテレビ番組そのものが同時配信された。

## トラブル
第14回大会では、参加を予定していた学校の一部が出場辞退・棄権せざるを得ない状況となった。その理由は、大会本部が指定した宿舎の一部においてノロウイルスによる集団感染が発生（一時は食中毒の疑いももたれたが、最終的に食中毒ではないことが確認されている）し、当該校の選手が被害を受けたためである。ただ、参加した生徒にとっては学生時代の思い出となる大事な大会であることから、大会自体は残りの学校の参加により行われた。一部の県では、その後の山口県による一連の対応に対して批判の姿勢を見せていた。